# Henning Bommel
Henning Bommel (* 23. Februar 1983 in Finsterwalde) ist ein deutscher Bahn- und Straßenradrennfahrer.

## Sportliche Laufbahn
Henning Bommel gewann 2001 bei den Junioren-Bahnradweltmeisterschaften die Silbermedaille in der Mannschaftsverfolgung. Bei der Deutschen Meisterschaft wurde er Juniorenmeister in der Mannschaftsverfolgung. 2004 war er bei der Athens Open Balkan Championship in derselben Disziplin erfolgreich. Ein Jahr später gewann er in der Mannschaftsverfolgung den Bahnrad-Weltcup in Los Angeles und 2008 wurde er Deutscher Meister.
Auf der Straße gewann Henning Bommel 2005 ein Teilstück des Etappenrennens Vysočina. Im nächsten Jahr war er auf der ersten Etappe der Serbien-Rundfahrt erfolgreich. 2008 gewann Bommel eine Etappe bei der Bulgarien-Rundfahrt. Bei den Deutschen Bahn-Meisterschaften 2010 in Cottbus wurde Bommel Vize-Meister im Zweier-Mannschaftsfahren gemeinsam mit Franz Schiewer. Er ist auch erfolgreicher Starter bei Sechstagerennen.
2013 wurde Bommel gemeinsam mit Theo Reinhardt in Minsk bei den Bahn-Weltmeisterschaften Dritter im Zweier-Mannschaftsfahren.
2016 wurde Henning Bommel für die Teilnahme an den Olympischen Spielen in Rio de Janeiro nominiert, wo er gemeinsam mit Nils Schomber, Kersten Thiele, Domenic Weinstein und Theo Reinhardt Rang fünf in der Mannschaftsverfolgung belegte. Im folgenden Jahr gewann er bei den deutschen Bahnmeisterschaften seinen ersten Meistertitel in einer Einzeldisziplin (Punktefahren).

## Erfolge

### Bahn
2001
- Junioren-Weltmeisterschaft – Mannschaftsverfolgung (mit Christoph Meschenmoser, Karl-Christian König und Robert Bengsch)
- Deutscher Meister – Mannschaftsverfolgung (Junioren) (mit Robert Bengsch, Daniel Musiol und Florian Piper)

2005
- Weltcup in Los Angeles – Mannschaftsverfolgung (Junioren) (mit Robert Bartko, Robert Bengsch und Leif Lampater)

2008
- Deutscher Meister – Mannschaftsverfolgung (mit Robert Bartko, Robert Bengsch und Frank Schulz)

2010
- Deutscher Meister – Mannschaftsverfolgung mit Robert Bartko, Johannes Kahra und Stefan Schäfer

2011
- Deutscher Meister – Mannschaftsverfolgung (mit Nikias Arndt, Stefan Schäfer und Franz Schiewer)

2012
- Europameisterschaft – Mannschaftsverfolgung (mit Theo Reinhardt, Lucas Liß und Maximilian Beyer)
- Deutscher Meister – Mannschaftsverfolgung (mit Michel Koch, Kersten Thiele und Yuriy Vasyliv)

2013
- Bahn-Weltmeisterschaften – Zweier-Mannschaftsfahren (mit Theo Reinhardt)

2014
- Europameisterschaft – Mannschaftsverfolgung (mit Theo Reinhardt, Leon Rohde, Nils Schomber und Kersten Thiele)
- Europameisterschaft – Punktefahren
- Deutscher Meister – Mannschaftsverfolgung (mit Theo Reinhardt, Nils Schomber und Kersten Thiele)

2017
- Deutscher Meister – Punktefahren

### Straße
2006
- eine Etappe Serbien-Rundfahrt

2008
- eine Etappe Bulgarien-Rundfahrt

2009
- Militärweltmeister – Straßenrennen